# 849 Ара
849 Ара (1912 NY, 1915 Sai, 1935 FU, 1960 WN, 849 Ara) — астероїд головного поясу, відкритий 9 лютого 1912 року.
Тіссеранів параметр щодо Юпітера — 3,089.